# Tereixa Navaza
Tereixa Navaza González (Santiago de Compostela, 2 de enero de 1947)es una periodista gallega.

## Trayectoria
Navaza nació en Santiago de Compostela, pero se trasladó a Pontevedra con su familia cuando tenía un mes de vida, donde pasó su infancia y parte de su juventud. A partir de ahí, también se instaló con su familia en Ibiza, donde inició el bachillerato, que finalizó en 1964 en Santiago de Compostela, en el Instituto Rosalía de Castro. En este centro tuvo como profesor a Antón Fraguas.
Estudió Francés y Derecho, sin licenciarse, y practicó el atletismo. Comenzó a trabajar en 1965 en la Cadena SER cómo locutora. A los pocos años, trabajó cómo periodista y locutora haciendo los reportajes para el informativo Hora 25, así como en otras emisiones de la cadena, como Matinal Cadena SER y Los 40 Principales.
A partir de 1973 pasó a trabajar en TVE, en su centro de Santiago de Compostela, bajo la dirección del periodista Luis Mariñas. Este trabajo fue simultáneo con su contrato radiofónico en la cadena SER. Durante esos años se convirtió en el primer rostro de la televisión en gallego al presentar el telexornal de la desconexión autonómica, Panorama de Galicia. En los siguientes meses se sumaron a su equipo Xoán Barro y Cecilia Pérez.
A partir de 1980 ya sólo trabajó en exclusiva para la televisión. En 1984, cuando el centro territorial de TVE en Galicia estaba dirigido por Alexandre Cribeiro, Navaza consiguió especial resonancia por ser la encargada de retransmitir la llegada de los restos de Castelao a Galicia, que se desarrolló con gran polémica por las manifestaciones de protesta y las cargas policiales. Durante la retransmisión, Navaza leyó pasajes del Sempre en Galiza e incluso un artículo de Uxío Novoneyra. Como consecuencia de aquella retransmisión, el propio Cribeiro dimitió como director del centro territorial.
La visibilidad de Navaza cómo cara del nacionalismo gallego fue a más en aquellos años. Durante una manifestación contra la reconversión naval de Ferrol, Navaza leyó el manifiesto de cierre y dejó de presentar el telediario al día siguiente (1989). Llegó a ser representante del BNG en el Consejo de Administración de la Compañía de la Radio y Televisión de Galicia en 1994, puesto que conservó hasta 2002. Al volver a su puesto de trabajo en la TVE, la mantuvieron "en una mesa sin luz ni ordenador, sin dejarme trabajar". Se jubiló anticipadamente en 2007 en TVE en el marco de unos planes de reestructuración del cuadro de empleados.
También colaboró con medios escritos, como La Voz de Galicia, A Nosa Terra, Xornal de Galicia y El Correo Gallego.
Fue además una importante portavoz del movimiento feminista en Galicia. Participó en la fundación de la Asociación Galega da Muller, y de la revista de pensamiento feminista Andaina. También encabezó distintas manifestaciones lo pones derecho al aborto y contra la violencia de género.
En septiembre de 2013, fue por unas horas portavoz de la familia de la niña asesinada cerca de Santiago, en el llamado Caso Asunta Basterra. Renunció tras la detención de su madre, Rosario Porto, de quien era amiga.

## Reconocimientos
En 2012 fue homenajeada en una jornada del Consejo de Cultura de Galicia.
Recibió el Premio Bueno y Generoso de la AELG en 2015. Y al año siguiente renunció a un premio ofrecido por la Junta de Galicia con motivo del 8 de marzo, Día Internacional de la Mujer, según manifestó "en solidaridad con las compañeras de TVE, por la situación que están sufriendo, por el declive que una televisión como como TVE, que había conseguido cotas de credibilidad muy altas, buenos resultados y altas audiencias".
En noviembre de 2023 recibió el II Premio de Honor Dolores Ben, un galardón que la AGAPI (Asociación Gallega de Productores Independientes) creó en 2021 para mantener viva la memoria de Dolores Ben -presidenta de la entidad entre 2007 y 2019-. AGAPI destacó que es "una periodista imprescindible, el primer rostro de la televisión en gallego, pionera de la radio y la televisión gallega y uno de los primeros nombres femeninos en entrar en las redacciones del mundo". 

## Vida personal
Participó, junto a Xosé Ramón Gayoso, en la grabación del vídeo Caníbal Galicia Resentidos.